# A Little Night Music
A Little Night Music ist ein Musical mit Musik und Text von Stephen Sondheim und einem Buch von Hugh Wheeler aus dem Jahr 1973. Es handelt vom romantischen Leben mehrerer Paare und wurde durch den Ingmar-Bergmann-Film Das Lächeln einer Sommernacht aus dem Jahr 1955 inspiriert.
Sein Titel ist eine wörtliche englische Übersetzung des deutschen Titels von Mozarts Serenade Nr. 13 für Streicher in G-Dur, Eine kleine Nachtmusik. Das Musical enthält das beliebte Lied Send in the Clowns.
Seit seiner ursprünglichen Broadway-Produktion von 1973 wurden von dem Musical professionelle Aufführungen unter anderem im West End, von Opernensembles und bei einem Broadway-Revival 2009 produziert, und es ist eine beliebte Wahl zur Aufführung durch regionale oder Amateurgruppen.
1977 wurde es als A Little Night Music verfilmt, wobei Harold Prince Regie führte und Elizabeth Taylor, Len Cariou, Lesley-Anne Down und Diana Rigg die Hauptrollen spielen.

## Synopsis

### Erster Akt
Schauplatz ist Schweden um das Jahr 1900. Einer nach dem anderen tritt in das Quintett ein – fünf Sängerinnen und Sänger, die wie ein griechischer Chor während der gesamten Show kommentieren – und stimmt sich ein. Nach und nach wird ihr Gesang zu einer Ouvertüre, der Fragmente von Remember, Soon und The Glamorous Life vermischt und in den ersten Night Waltz mündet. Die anderen Figuren treten in den Walzer ein, wobei sich jedoch jede Figur mit ihrem Partner unwohl fühlt. Nachdem sie sich zurückgezogen haben, treten die alternde und sardonische Madame Armfeldt und ihre Enkelin Fredrika ein. Frau Armfeldt erzählt dem Kind, dass die Sommernacht dreimal lächele: Erstens über die Jungen, zweitens über die Narren und drittens über die Alten. Fredrika gelobt, dem Lächeln zuzuschauen.
Fredrik Egerman ist ein erfolgreicher Anwalt mittleren Alters. Er hat vor Kurzem eine 18-jährige Frau geheiratet, Anne, ein naives Mädchen, das Fredrik zwar liebt, aber zu unreif ist, um das scheinbare Konzept der Ehe zu begreifen. Die beiden sind seit elf Monaten verheiratet, aber Anne schützt immer noch ihre Jungfräulichkeit. Fredrik schmiedet Pläne, wie er seine Frau verführen könnte. Währenddessen ist sein Sohn Henrik, ein Jahr älter als seine Stiefmutter, frustriert und wird ignoriert (Später). Anne verspricht ihrem Mann, dass sie demnächst in den Sex einwilligen wird (Bald), was dazu führt, dass alle drei auf einmal klagen. Annes Dienstmädchen Petra, ein erfahrenes und offenes Mädchen, etwas älter als der Teenager selbst, gibt ihr weltliche, aber krasse Ratschläge.
Desiree Armfeldt ist eine prominente und glamouröse Schauspielerin, die nun auf Tourneen in Kleinstädten reduziert ist. Frau Armfeldt, die Mutter von Desiree, hat die Betreuung von Desirees Tochter Fredrika übernommen. Fredrika vermisst ihre Mutter, aber Desiree zögert immer wieder, sie zu besuchen, und zieht, etwas ironisch, „The Glamorous Life“ vor. Sie tritt in der Nähe von Fredriks Haus auf, und Fredrik bringt Anne mit, um das Stück zu sehen. Während sie dort ist, bemerkt Desiree Fredrik im Publikum; die beiden waren schon Jahre zuvor ein Liebespaar. Anne, misstrauisch und verärgert über Desirees verliebte Blicke, verlangt, dass Fredrik sie sofort nach Hause bringt. Währenddessen versucht Petra, einen nervösen und launischen Henrik zu verführen.
An diesem Abend, als Fredrik sich an seine Vergangenheit mit Desiree erinnert, schleicht er sich zu ihr hinaus; die beiden haben ein glückliches, aber angespanntes Wiedersehen, als sie sich „erinnern“. Sie denken über ihr neues Leben nach, und Fredrik versucht zu erklären, wie sehr er Anne liebt (Du musst meine Frau kennenlernen). Desiree antwortet sarkastisch und prahlt mit ihrem eigenen Ehebruch, da sie sich mit dem verheirateten Dragoner, Graf Carl-Magnus Malcolm, getroffen hat. Als sie erfährt, dass Fredrik seit elf Monaten keinen Sex mehr hatte, willigt sie ein, ihm als Gefallen für einen alten Freund entgegenzukommen.
Frau Armfeldt bietet der jungen Fredrika Ratschläge an. Die ältere Frau denkt ergreifend über ihre eigene wechselvolle Vergangenheit nach und fragt sich, was aus ihren raffinierten „Liaisons“ geworden ist. Zurück in Desirees Wohnung verkündet Graf Carl-Magnus Malcolm seine unangemeldete Ankunft in seinem gewohnt dröhnenden Ton. Fredrik und Desiree speisen den Grafen mit einer unschuldigen Erklärung für ihr zerzaustes Aussehen ab, aber er ist immer noch misstrauisch. Sofort missfällt ihm Fredrik und er kehrt zu seiner Frau, Gräfin Charlotte, zurück. Charlotte ist sich der Untreue ihres Mannes durchaus bewusst, aber Carl-Magnus ist zu sehr in seinen Verdacht gegenüber Desiree vertieft, um mit ihr zu sprechen (Zum Lobe der Frauen). Als sie ihn überredet, die ganze Geschichte auszuplaudern, wird eine Wendung enthüllt – Charlottes kleine Schwester ist eine Schulfreundin von Anne.
Charlotte besucht Anne und beschreibt Fredriks Rendezvous mit Desiree. Anne ist schockiert und traurig, aber Charlotte erklärt, dass dies das Los einer Ehefrau sei und dass die Liebe Schmerzen bringe (Jeden Tag ein kleiner Tod). Unterdessen bittet Desiree Madame Armfeldt, eine Party für Fredrik, Anne und Henrik auszurichten. Obwohl sie zögert, ist Frau Armfeldt einverstanden. Sie verschickt eine persönliche Einladung, deren Erhalt Anne in einen Rausch versetzt und sich Ein Wochenende auf dem Land mit den Armfeldts vorstellt.
Anne will die Einladung nicht annehmen, aber Charlotte überzeugt sie, dies zu tun, um den Kontrast zwischen der älteren Frau und dem jungen und schönen Teenager zu verstärken. Charlotte bezieht dies auf den Grafen, der sehr zu ihrem Leidwesen beschließt, die Armfeldts uneingeladen zu besuchen. Carl-Magnus plant, Fredrik zu einem Duell herauszufordern, während Charlotte hofft, den Anwalt zu verführen, um ihren Mann eifersüchtig zu machen und seine Schürzenjägerei zu beenden. Die Handlung endet, als sich alle Figuren auf den Weg auf das Anwesen von Frau Armfeldt machen.

### Zweiter Akt
Der Landsitz von Frau Armfeldt ist in diesem hohen Breitengrad in den goldenen Schein des ewigen Sonnenuntergangs im Sommer getaucht (Night Waltz One and Two). Alle kommen an, jeder mit seinen eigenen amourösen Absichten und Wünschen – sogar Petra, die dem stattlichen Diener Armfeldts, Frid, ins Auge fällt. Die Frauen beginnen, miteinander zu streiten. Fredrik ist erstaunt, den Namen der Tochter von Desiree zu erfahren. Henrik lernt Fredrika kennen und gesteht ihr seine tiefe Liebe zu Anne. Währenddessen denken Fredrik und Carl-Magnus im Garten darüber nach, wie schwer es ist, sich über Desiree zu ärgern, und sind sich einig: „Es wäre wunderbar gewesen“ (It Would Have Been Wonderful), wenn sie nicht ganz so wunderbar gewesen wäre. Das Abendessen wird serviert, und die immerwährende Vorfreude (Perpetual Anticipation) der Figuren belebt das Mahl.
Beim Abendessen versucht Charlotte, mit Fredrik zu flirten, und tauscht mit Desiree Beleidigungen aus. Bald schreien und schimpfen alle, außer Henrik, der sich schließlich zu Wort meldet. Er beschuldigt die ganze Gesellschaft, amoralisch zu sein, und flieht von der Szene. Fassungslos reflektieren alle über die Situation und gehen weg. Fredrika erzählt Anne von Henriks heimlicher Liebe, und die beiden machen sich auf die Suche nach Henrik. In der Zwischenzeit trifft Desiree Fredrik und fragt ihn, ob er immer noch aus seinem Leben „gerettet“ werden möchte. Fredrik antwortet ehrlich, dass er Desiree liebt, sich aber nicht dazu durchringen kann, sich von Anne zu trennen. Verletzt und verbittert kann Desiree nur noch über die Art ihres Lebens und ihrer Beziehung zu Fredrik nachdenken (Send in the Clowns). Anne findet Henrik, der versucht, Suizid zu begehen, was ihm nicht gelingt. Anne sagt ihm, dass auch sie ihn liebt. Das Paar beginnt sich zu küssen, was zu Annes erster sexueller Begegnung führt.
Währenddessen schläft Frid nicht weit entfernt auf Petras Schoß. Das Dienstmädchen stellt sich vorteilhafte Ehen vor, kommt aber zu dem Schluss, dass in der Zwischenzeit „ein Mädchen feiern sollte, was vorübergeht“ (The Miller's Son). Charlotte gesteht Fredrik ihren Plan, und beide sehen zu, wie Henrik und Anne, glücklich zusammen, weglaufen, um ihr neues Leben zu beginnen. Die beiden bedauern auf einer Bank. Carl-Magnus, der sich auf eine Romanze mit Desiree vorbereitet, sieht dies und fordert Fredrik zum russischen Roulette heraus, bei dem ein nervöser Fredrik fehlschlägt und sich nur am eigenen Ohr streift. Der siegreiche Carl-Magnus beginnt eine Romanze mit Charlotte und erfüllt endlich ihren Wunsch.
Nach der Abreise des Grafen und der Gräfin besprechen Fredrika und Frau Armfeldt das Chaos der jüngsten Ereignisse. Die ältere Frau stellt Fredrika dann eine überraschende Frage: „Wozu soll das alles gut sein?“ Fredrika denkt darüber nach und beschließt, dass sich die Liebe trotz all ihrer Frustrationen „lohnen muss“. Frau Armfeldt ist überrascht und stellt reumütig fest, dass sie in Fredrikas Alter die Liebe zugunsten materiellen Reichtums abgelehnt hat. Sie lobt ihre Enkelin und erinnert sich an die Vergänglichkeit der wahren Liebe.
Schließlich gesteht Fredrik seine Liebe zu Desiree, erkennt an, dass Fredrika seine Tochter ist, und die beiden versprechen, ein neues Leben gemeinsam zu beginnen (Send in the Clowns (Reprise)). Frau Armfeldt sitzt allein mit Fredrika. Fredrika erzählt ihrer Großmutter, dass sie aufmerksam zugesehen hat, aber immer noch nicht das Lächeln der Nacht gesehen habe. Frau Armfeldt lacht und weist darauf hin, dass die Nacht tatsächlich zweimal gelächelt hat: erstens über Henrik und Anne, die Jungen, und zweitens über Desiree und Fredrik, die Narren. Als die beiden auf das „dritte Lächeln... den Alten“ warten, kommt es dazu: Frau Armfeldt schließt die Augen und stirbt friedlich, mit Fredrika an ihrer Seite.

## Figuren
- Fredrik Egerman: Ein erfolgreicher verwitweter Anwalt mittleren Alters. Er ist mit der 18-jährigen Anne verheiratet und hat einen Sohn aus seiner früheren Ehe, Henrik. In der Vergangenheit waren er und Desiree ein Liebespaar. Bariton A2-E4
- Anne Egerman: Fredriks neue, naive Frau, die nach 11 Monaten Ehe immer noch Jungfrau ist. Sopran
- Henrik Egerman: Fredriks Sohn, 20 Jahre alt und Annes Stiefsohn. Er ist ernst, aber verwirrt; er liest die Werke von Philosophen und Theologen, während er für das lutherische Priestertum studiert. Seine sexuelle Unterdrückung ist eine große Ursache für seinen Aufruhr, da er sich nach Anne sehnt und versucht, eine sexuelle Begegnung mit Petra zu haben. Tenor G3-B4
- Petra: Annes Dienstmädchen und engste Vertraute, frech, kühn und kokett. Sie hat Beziehungen zu Henrik. Mezzo
- Desiree Armfeldt: Selbstverliebte, einst erfolgreiche Schauspielerin, die jetzt in einem eindeutig nicht „glamourösen Leben“ durch die Landschaft tourt. Hatte seit Jahren seit ihrer Affäre Liebe für Fredrik. Mezzo
- Fredrika Armfeldt: Die dreizehnjährige Tochter von Desiree, die (ohne Fredrik zu kennen) das Produkt der Affäre zwischen der Schauspielerin und Fredrik sein kann oder auch nicht. Sopran C4
- Frau Armfeldt: Die Mutter von Desiree, eine ehemalige Kurtisane, die „Liaisons“ mit dem Königshaus hatte. Alt C3
- Graf Carl-Magnus Malcolm: Ein militärischer Dragoner, der Desirees neuester Liebhaber ist. Legt scheinheilig Wert auf Treue, ist enorm besitzergreifend, wenn es sowohl um seine Frau als auch um seine Geliebte geht. Komödiantische Rolle. Opernbariton G2
- Gräfin Charlotte Malcolm: Carl-Magnus' Frau, der gegenüber er seine Untreue zur Schau stellt. Sie verachtet ihren Mann für sein Verhalten, gehorcht aber seinen Befehlen aufgrund ihrer hoffnungslosen Liebe zu ihm. Selbstverachtung und Borderline-Alkoholikerin, doch die intelligentere Hälfte des Ehepaars Malcolm. Mezzo G3-F5
- Frid: Der Diener von Frau Armfeldt. Hat eine Affäre mit Petra.
- Das Quintett: Herr Lindquist, Frau Nordstrom, Frau Anderssen, Herr Erlanson und Frau Segstrom. Eine Gruppe von fünf Sängern, die als griechischer Chor auftreten. Manchmal auch als die Liebesliedersänger bezeichnet, obwohl Stephen Sondheim und Hugh Wheeler sie nicht für diesen Titel geschrieben haben, sondern stattdessen Quintett verwenden. Die erste Verwendung von Liebesliedern für das Quintett erfolgte während der Produktion der New Yorker Oper 1990. Prince sagte, dass diese Figuren „Leute in der Show darstellen, die keine Zeit verschwenden … in dem Stück geht es darum, Zeit zu verschwenden“.
- Malla: Das Dienstmädchen von Desiree, das ständig bei ihr ist. Stille Rolle
- Osa: Dienstmädchen im Pfarrhaus von Frau Armfeldt. Stille Rolle
- Bertrand: Seite im Pfarrhaus von Frau Armfeldt. Stille Rolle

## Produktionen

### Original Broadway-Produktion
Das Stück wurde am 25. Februar 1973 am Broadway im Shubert Theatre uraufgeführt. Es spielte dort bis zum 15. September 1973, zog am 17. September in das Majestic Theatre um und schloss dort am 3. August 1974 nach 601 Vorstellungen und 12 Vorpremieren.
Die Regie führte Harold Prince, die Choreographie stammt von Patricia Birch und das Design von Boris Aronson. Die Besetzung bestand aus Glynis Johns (Desiree Armfeldt), Len Cariou (Fredrik Egerman), Hermine Gingold (Madame Armfeldt), Victoria Mallory (Anne Egerman), Judith Kahan (Fredrika Armfeldt), Mark Lambert (Henrik Egerman), Laurence Guittard (Carl-Magnus Malcolm), Patricia Elliott (Charlotte Malcolm), George Lee Andrews (Frid) und D. Jamin Bartlett (Petra). Es gewann den New Yorker Drama Critics’ Circle Award und den Tony Award für das beste Musical.

### Australische Erstaufführung
Die erste internationale Produktion wurde im November 1973 am Her Majesty’s Theatre in Sydney, Australien, mit einer Besetzung von Taina Elg, Bruce Barry, Jill Perryman, Doris Fitton, Anna Russell und Geraldine Turner eröffnet. Australische Wiederaufnahmen wurden 1990 von der Sydney Theatre Company (mit Geraldine Turner und einem jungen Toni Collette), 1997 von der Melbourne Theatre Company (mit Helen Morse und John O’May), 2009 von der Opera Australia (mit Sigrid Thornton und Anthony Warlow) und 2019 von der Victorian Opera (mit Ali McGregor, Simon Gleeson und Verity Hunt-Ballard) präsentiert.

### Tournee durch die Vereinigten Staaten
Eine nationale US-Tournee begann am 26. Februar 1974 im Forrest Theatre in Philadelphia und endete am 13. Februar 1975 im Shubert Theatre. Jean Simmons als Desiree Armfeldt, George Lee Andrews als Fredrik Egerman und Margaret Hamilton als Madame Armfeldt führten die Besetzung an.

### West-End-Premiere
Das Musical wurde am 15. April 1975 im Londoner West End im Adelphi-Theater aufgeführt. In den Hauptrollen waren Jean Simmons, Joss Ackland, David Kernan, Liz Robertson und Diane Langton zu sehen, während Hermine Gingold ihre Rolle als Madame Armfeldt wieder aufnahm. Es lief 406 Vorstellungen. Während der Zeit ersetzte Angela Baddeley Gingold, und Virginia McKenna ersetzte Simmons.

### 1989 West-End-Revival
Am 6. Oktober 1989 wurde im West End im Piccadilly Theatre unter der Regie von Ian Judge, dem Entwurf von Mark Thompson und der Choreographie von Anthony Van Laast ein Revival aufgeführt. In den Hauptrollen waren Lila Kedrova als Madame Armfeldt, Dorothy Tutin als Desiree Armfeldt, Peter McEnery als Fredrik und Susan Hampshire zu sehen. Die Produktion lief über 144 Vorstellungen und endete am 17. Februar 1990.

### 1995 Londoner Wiederaufnahme
Eine Wiederaufnahme durch das Königliche Nationaltheater wurde am 26. September 1995 im Olivier-Theater eröffnet. Regie führte Sean Mathias, das Bühnenbild stammt von Stephen Brimson Lewis, die Kostüme von Nicky Gillibrand, die Beleuchtung von Mark Henderson und die Choreographie von Wayne McGregor. Die Hauptdarsteller waren Judi Dench (Desiree), Siân Phillips (Madame Armfeldt), Joanna Riding (Anne Egerman), Laurence Guittard (Fredrik Egerman), Patricia Hodge (Gräfin Charlotte) und Issy van Randwyck (Petra). Die Produktion schloss am 31. August 1996. Dench erhielt den Olivier-Preis als beste Darstellerin in einem Musical.

### 2008 Londoner Wiederaufnahme
Die dritte Londoner Wiederbelebung fand in der Schokoladenfabrik Menier vom 22. November 2008 bis zum 8. März 2009 statt. Die Inszenierung unter der Leitung von Trevor Nunn, mit einer Choreographie von Lynne Page, Bühnenbildern und Kostümen von David Farley und neuen Orchestrationen von Jason Carr. Zur Besetzung gehörten Hannah Waddingham als Desiree, Alexander Hanson als Frederik, Jessie Buckley (Anne), Maureen Lipman (Madame Armfeldt), Alistair Robins (der Graf), Gabriel Vick (Henrik), Grace Link (Fredrika) und Kasia Hammarlund (Petra). Diese von der Kritik gefeierte Produktion wurde für eine begrenzte Spielzeit an das Garrick-Theater im West End verlegt, wo sie am 28. März 2009 eröffnet wurde und bis zum 25. Juli 2009 lief. Danach wechselte die Produktion mit einer neuen Besetzung an den Broadway.

### Wiederaufnahme am Broadway 2009
Die Produktion der Menier-Schokoladenfabrik 2008 wurde am Broadway im Walter-Kerr-Theater in einer Vorschau am 24. November 2009 und offiziell am 13. Dezember 2009 mit dem gleichen Kreativteam eröffnet. Die Besetzung bestand aus Angela Lansbury als Madame Armfeldt und, in ihrem Broadway-Debüt, aus Catherine Zeta-Jones als Desiree. Weitere Darsteller waren Alexander Hanson als Frederik, Ramona Mallory (die Tochter der ursprünglichen Broadway-Debütanten Victoria Mallory und Mark Lambert) als Anne, Hunter Ryan Herdlicka als Henrik, Leigh Ann Larkin als Petra, Erin Davie als Gräfin, Aaron Lazar als Graf und Bradley Dean als Frid. Zeta-Jones wurde bei den 64. Tony Awards als beste Hauptdarstellerin in einem Musical ausgezeichnet.
Ursprünglich spielten Katherine Doherty und Keaton Whittaker Fredrika in wechselnden Vorstellungen, beginnend mit der Vorschau im November 2009. Auf dem offiziellen Show-Album, das im Januar 2010 aufgenommen wurde, sind sowohl Doherty als auch Whittaker als Fredrika zu hören (auf verschiedenen Liedern). Katherine McNamara ersetzte Doherty jedoch im Februar 2010. McNamara und Whittaker blieben bei der Produktion, bis diese im Januar 2011 endete.
Als die Verträge von Zeta-Jones und Lansbury ausliefen, wurde die Produktion am 20. Juni 2010 vorübergehend eingestellt und am 13. Juli mit Bernadette Peters als Desiree Armfeldt und Elaine Stritch als Madame Armfeldt wieder aufgenommen. In einem Interview sagte Peters, Sondheim habe ihr die Idee in diesem Frühjahr vorgeschlagen und die Produzenten der Wiederaufnahme gedrängt, sie zu casten. Trevor Nunn leitete die Proben mit den beiden neuen Stars, und der Rest der ursprünglichen Besetzung blieb erhalten. Peters und Stritch verlängerten ihre Verträge bis zum 9. Januar 2011, als die Produktion mit 20 Vorschauen und 425 regulären Vorstellungen endete. Bevor die Produktion beendet wurde, hat sie ihre anfänglichen Investitionen wieder hereingeholt.

### Europa
Zarah Leander spielte Madame Armfeldt sowohl in der österreichischen Originalinszenierung (1975) als auch in der schwedischen Originalinszenierung in Stockholm 1978 (hier mit Jan Malmsjö als Fredrik Egerman) und führte in beiden Inszenierungen Send in the Clowns und Liaisons auf. Die erfolgreiche Stockholmer Inszenierung wurde von Stig Olin inszeniert. Für 2010 war die Rückkehr des Musicals nach Stockholm und in das Stockholms Stadsteater geplant. Die Besetzung bestand aus Pia Johansson, Dan Ekborg, Yvonne Lombard und Thérese Andersson.
Die deutsche Übersetzung stammt von Eckart Hachfeld.
Die Produktion des Théâtre du Châtelet, Paris lief vom 15. bis zum 20. Februar 2010. Lee Blakeley führte Regie und Andrew George war der Choreograf. Die in Italien geborene Schauspielerin Greta Scacchi spielte Désirée, und Leslie Caron spielte Madame Armfeldt.
Das Stadttheater Turku brachte das Musical 2011 mit Kirsi Tarvainen in der Rolle der Désirée zur Aufführung. Tuomas Parkkinen führte Regie und Jussi Vahvaselkä war musikalischer Leiter.

### Operngesellschaften
Das Musical gehört inzwischen auch zum Repertoire einiger Opernensembles. Das Michigan Opera Theatre war das erste große amerikanische Opernensemble, das das Werk 1983 und erneut im November 2009 präsentierte. Light Opera Works produzierte das Werk im August 1983. Die New York City Opera inszenierte es 1990, 1991 und 2003, die Houston Grand Opera 1999, die Los Angeles Opera 2004 und das Hartford Opera Theater 2014. Die Produktion der New York City Opera im August 1990 und Juli 1991 (insgesamt 18 Vorstellungen) gewann 1990 den Drama Desk Award for Outstanding Revival und wurde am 7. November 1990 in der PBS-Show Live at Lincoln Center ausgestrahlt.
Die Besetzung bestand aus Sally Ann Howes und George Lee Andrews als Desiree und Frederick und die regelmäßige Operndarstellerin Regina Resnik als Madame Armfeldt (1991). In der Produktion von 2003 war die junge Anna Kendrick als Fredrika Armfeldt zu sehen, neben Jeremy Irons als Frederick, Juliet Stevenson als Desiree, Claire Bloom als Madame Armfeldt, Danny Gurwin als Henrik, Michele Pawk als Charlotte und Marc Kudisch als Carl-Magnus.
Die Opera Australia präsentierte das Stück im Mai 2009 in Melbourne mit Sigrid Thornton als Desiree Armfeldt und Nancye Hayes als Madame Armfeldt in den Hauptrollen. Die Produktion kehrte 2010 an das Opernhaus von Sydney zurück, wo Anthony Warlow die Rolle des Fredrik Egerman übernahm. Die Inszenierung wurde von Stuart Maunder inszeniert, von Roger Kirk entworfen und von Andrew Greene dirigiert. Das Musical wurde im Juni 2010 am Opera Theatre of Saint Louis aufgeführt. Der Designer Isaac Mizrahi führte Regie und gestaltete die Produktion mit einer Besetzung mit Amy Irving, Siân Phillips und Ron Raines in den Hauptrollen.
Das Stück ist auch zu einer beliebten Wahl für Amateur-Musiktheater und leichte Opernensembles geworden. 2017 wurde es unter anderem von Studenten der Royal Academy of Dramatic Art aufgeführt.

## Verfilmung
1977 wurde eine Verfilmung von A Little Night Music mit Elizabeth Taylor, Lesley-Anne Down und Diana Rigg in den Hauptrollen veröffentlicht, wobei Len Cariou, Hermine Gingold und Laurence Guittard ihre Broadway-Rollen wieder aufnahmen. Die Kulisse für den Film wurde von Schweden nach Österreich verlegt. Stephen Sondheim schrieb Texte für das Thema „Nachtwalzer“ („Liebe braucht Zeit“) und schrieb eine völlig neue Version von „Das glamouröse Leben“, die in mehrere nachfolgende Produktionen des Bühnenmusicals eingeflossen ist. Andere Lieder, darunter „In Praise of Women“, „The Miller's Son“ und „Liaisons“, wurden jedoch herausgeschnitten und sind nur noch als Hintergrundorchestrierung zu hören.
Mit dem Film wurde Broadway-Regisseur Hal Prince zum zweiten Mal als Filmregisseur eingesetzt. Die Reaktionen auf den Film waren meist negativ, wobei viel über Taylors von Szene zu Szene stark schwankendes Gewicht gesprochen wurde. Einige Kritiker äußerten sich positiver über den Film, Variety nannte ihn eine elegant aussehende, zeitgemäß romantische Scharade. Die Leistung von Diana Rigg wurde gelobt, und Orchestrator Jonathan Tunick erhielt für seine Arbeit an der Filmmusik einen Oscar. Eine Soundtrack-Aufnahme wurde auf LP veröffentlicht, und im Juni 2007 erschien eine DVD.

## Musikanalyse
Die Partitur enthält Elemente, die im Musiktheater nicht oft zu finden sind, und stellt mit komplexen Metren, Tonhöhenänderungen, Polyphonie und hohen Tönen für Männer und Frauen eine Herausforderung für die Darsteller dar. Die Schwierigkeit wird noch erhöht, wenn Lieder ineinander übergehen, wie in „Jetzt“/„Später“/„Bald“, da alle drei Lieder in der gleichen Tonart vorgetragen werden müssen, was die Fähigkeit einschränkt, für jeden Sänger eine bequeme Tonart zu wählen. Der Kritiker Rex Reed bemerkte: "Die Partitur der 'Nachtmusik' … enthält Patternlieder, kontrapunktische Duette und Trios, ein Quartett und sogar ein dramatisches Doppelquintett, die man durch puzzeln muss. All dies wurde von Jonathan Tunick wunderbar orchestriert; es gibt keine Rhythmusgruppe, nur Streicher und Holzbläser, die die Melodien und Harmonien in die Höhe tragen.

### Kontrapunkt und Polyphonie
An mehreren Stellen lässt Sondheim mehrere Interpreten gleichzeitig jeweils ein anderes Lied singen. Diese Verwendung des Kontrapunkts bewahrt die Kohärenz, auch wenn sie den Begriff der Runde, der in Liedern wie dem traditionellen Frère Jacques bekannt ist, zu etwas Komplexerem erweitert. Sondheim sagte: „Was die drei Lieder betrifft … (…) Damals war ich gerade dabei, mich mit dem kontrapunktischen und chorischen Schreiben zu beschäftigen … und ich wollte meine Technik durch das Schreiben eines Trios weiterentwickeln. Was ich nicht wollte, war die Quodlibet-Methode … Wäre es nicht schön, drei Lieder zu haben, von denen man glaubt, dass sie nicht zusammenpassen, und sie passen doch zusammen … Der Trick war der kleine Vamp auf “Soon„, das fünf- und sechstaktige Akkorde hat.“ Steve Swayne kommentiert, dass „die kontrapunktischen Episoden in den erweiterten Ensembles … als Beweis für sein Interesse an Kontrapunkten stehen“.

## Auszeichnungen und Nominierungen

### Original Broadway Produktion
| Jahr | Auszeichnung        | Kategorie                                           | Nominierte/r            |
| ---- | ------------------- | --------------------------------------------------- | ----------------------- |
| 1973 | Drama Desk Award    | Outstanding Book of a Musical                       | Hugh Wheeler            |
| 1973 | Drama Desk Award    | Outstanding Music                                   | Stephen Sondheim        |
| 1973 | Drama Desk Award    | Outstanding Lyrics                                  | Stephen Sondheim        |
| 1973 | Drama Desk Award    | Outstanding Actress in a Musical                    | Glynis Johns            |
| 1973 | Drama Desk Award    | Outstanding Actress in a Musical                    | Patricia Elliott        |
| 1973 | Drama Desk Award    | Outstanding Director                                | Harold Prince           |
| 1973 | Drama Desk Award    | Most Promising Performer                            | D'Jamin Bartlett        |
| 1973 | Grammy Award        | Best Musical Show Album                             | Best Musical Show Album |
| 1973 | Theatre World Award | Theatre World Award                                 | Laurence Guittard       |
| 1973 | Theatre World Award | Theatre World Award                                 | Patricia Elliott        |
| 1973 | Theatre World Award | Theatre World Award                                 | D'Jamin Bartlett        |
| 1973 | Tony Award          | Best Musical                                        | Best Musical            |
| 1973 | Tony Award          | Best Book of a Musical                              | Hugh Wheeler            |
| 1973 | Tony Award          | Best Original Score                                 | Stephen Sondheim        |
| 1973 | Tony Award          | Best Performance by a Leading Actor in a Musical    | Len Cariou              |
| 1973 | Tony Award          | Best Performance by a Leading Actress in a Musical  | Glynis Johns            |
| 1973 | Tony Award          | Best Performance by a Featured Actor in a Musical   | Laurence Guittard       |
| 1973 | Tony Award          | Best Performance by a Featured Actress in a Musical | Patricia Elliott        |
| 1973 | Tony Award          | Best Performance by a Featured Actress in a Musical | Hermione Gingold        |
| 1973 | Tony Award          | Best Costume Design                                 | Florence Klotz          |
| 1973 | Tony Award          | Best Scenic Design                                  | Boris Aronson           |
| 1973 | Tony Award          | Best Lighting Design                                | Tharon Musser           |
| 1973 | Tony Award          | Best Direction of a Musical                         | Harold Prince           |

### 1995 London Revival
| Year | Auszeichnung           | Kategorie                                          | Nominierte/r     |
| ---- | ---------------------- | -------------------------------------------------- | ---------------- |
| 1995 | Laurence Olivier Award | Best Actress in a Musical                          | Judi Dench       |
| 1995 | Laurence Olivier Award | Best Performance in a Supporting Role in a Musical | Siân Phillips    |
| 1995 | Laurence Olivier Award | Best Theatre Choreographer                         | Wayne McGregor   |
| 1995 | Laurence Olivier Award | Best Costume Design                                | Nicky Gillibrand |

### 2009 London Revival
| Year | Auszeichnung           | Kategorie                                          | Nominierte/r              |
| ---- | ---------------------- | -------------------------------------------------- | ------------------------- |
| 2010 | Laurence Olivier Award | Best Revival of a Musical                          | Best Revival of a Musical |
| 2010 | Laurence Olivier Award | Best Actress in a Musical                          | Hannah Waddingham         |
| 2010 | Laurence Olivier Award | Best Actor in a Musical                            | Alexander Hanson          |
| 2010 | Laurence Olivier Award | Best Performance in a Supporting role in a Musical | Maureen Lipman            |
| 2010 | Laurence Olivier Award | Best Performance in a Supporting role in a Musical | Kelly Price               |

### 2009 Broadway Revival
| Year | Auszeichnung               | Kategorie                                           | Nominierte/r                       |
| ---- | -------------------------- | --------------------------------------------------- | ---------------------------------- |
| 2010 | Drama Desk Award           | Outstanding Revival of a Musical                    | Outstanding Revival of a Musical   |
| 2010 | Drama Desk Award           | Outstanding Actress in a Musical                    | Catherine Zeta-Jones               |
| 2010 | Drama Desk Award           | Outstanding Featured Actress in a Musical           | Angela Lansbury                    |
| 2010 | Outer Critics Circle Award | Outstanding Revival of a Musical                    | Outstanding Revival of a Musical   |
| 2010 | Outer Critics Circle Award | Outstanding Actress in a Musical                    | Catherine Zeta-Jones               |
| 2010 | Outer Critics Circle Award | Outstanding Featured Actress in a Musical           | Angela Lansbury                    |
| 2010 | Tony Award                 | Best Revival of a Musical                           | Best Revival of a Musical          |
| 2010 | Tony Award                 | Best Performance by a Leading Actress in a Musical  | Catherine Zeta-Jones               |
| 2010 | Tony Award                 | Best Performance by a Featured Actress in a Musical | Angela Lansbury                    |
| 2010 | Tony Award                 | Best Sound Design                                   | Dan Moses Schreier und Gareth Owen |
| 2011 | Grammy Award               | Best Musical Show Album                             | Best Musical Show Album            |

## Bibliographie
- Citron, Stephen. „Sondheim and Lloyd-Webber: The New Musical“ (2001). Oxford University Press US.
- Wolfe, Graham. “Sondheim’s A Little Night Music: Reconciling the Comic and the Sublime.” Studies in Musical Theatre 8.2 (2014): 143–157.